# 아스미 카나
아스미 카나(일본어: 阿澄 佳奈 あすみ かな[*], 1983년 8월 12일 ~ )는 일본의 여자 성우로, 81 프로듀스 소속이며 후쿠오카현 출신이다. 애칭은 아스미스이다.
대표작은 히다마리 스케치(유노), 캐릭캐릭 체인지(란), 기어와라! 냐루코양 (냐루코), 니세코이 (타치바나 마리카) 등이 있다.

## 인물
- 1999년 KBC 라디오의 "헤이세이 아니메코 클럽"의 진행자 선발 오디션에 합격하여 방송 진행자로 데뷔했다. 당시는 본명인 하라다 카나라는 이름으로 활동했으나 2004년 10월 성우로 활동하기 위해 도쿄에 와서 동명이인인 탤런트 하라다 카나(原田佳奈)와 혼동되는 걸 막기 위해 아스미 카나로 개명했다.
- 2005년 2월 '크로스 월드'의 성우 오디션에 합격하여 이구치 유카, 토쿠나가 아이와 함께 크로스 월드 라디오를 진행했다. 이들 셋은 CW/3(쿠로와상)이라는 그룹을 결성하여 함께 활동하기도 했다.
- 2005년부터 2006년에 걸쳐 브로콜리의 G.G.F. 소속으로 활동하다가 2006년 4월부터 성우 소속사인 보이스&하트에 소속되어 활발하게 활동했다.
- 2008년 1월 81프로듀스로 이적했다.
- 애칭은 이전까지 아스밍이라 불렸으나 히다마리 스케치 출연 후 아스미스라고 불리는 일이 많아졌다. 마츠키 미유가 만들어준 인사 "예스! 아스미스!!"도 인기를 얻었다.
- 2009년 개최된 제3회 성우 어워드에서 신인 여우상을 수상했다.
- 2014년1월15일 자신의 블로그에 결혼사실을 공지.

## 출연작품

### TV 애니메이션
2005년
- Canvas2 ~무지개 빛의 스케치~ (웨이트리스, 합창부원)
- 마법소녀 마도카☆마기카(모모에 나기사)
- 지옥소녀 (시이나 타마요)

2006년
- 갤럭시 앤젤룬 (메르바 브라우니)

2007년
- 히다마리 스케치 (유노)
- 캐릭캐릭 체인지 (란)
- 천원돌파 그렌라간 (키얄)
- PRISM ARK (브리짓)
- 지어스 (우시로 카나)

2008년
- ARIA The ORIGINATION (안즈)
- 세키레이 (사하시 유카리)
- 오늘의 5학년 2반 (히라카와 나츠미)
- 히다마리 스케치x365 (유노)
- 토라도라 (사쿠라) (TVA 14화 등장)

2009년
- 바다 이야기 (마린)
- 캠퍼 (콘도 미코토)

2010년
- 히다마리 스케치 ☆☆☆(호시미츠) (유노)
- WORKING!! (타네시마 포푸라)
- 회장님은 메이드사마! (호노카)
- Angel Beats! (이리에)
- 아마가미SS (타치바나 미야)
- 타마유라 (하나와 카오루)
- 신만이 아는 세계 (코사카 치히로)
- MM! (사도 시즈카)

2011년
- 마법소녀 마도카☆마기카 (모모에 나기사)
- 롯테의 장난감! (도라)
- 신만이 아는 세계2 (코사카 치히로)
- 타마유라 ~hitotose~ (하나와 카오루)
- WORKING'!! (타네시마 포푸라)
- 도그 데이즈 (유키카제 파네토네)
- 프리티 리듬 오로라 드림 (하루네 아이라)
- 마요치키 (나루미 나쿠루)

2012년
- 그 여름에서 기다릴게 (키타하라 미오)
- 기어와라! 냐루코양 (냐루코(니알랏토텝))
- 아마가미SS+ (타치바나 미야)
- 요르문간드 (릴리아느)
- 히다마리 스케치X허니컴 (유노)
- 무장신희 (안)
- 프리티 리듬 디어 마이 퓨처 (하루네 아이라)

2013년
- 사사미상@노력하지 않아 (츠쿠요미 사사미)
- 야마노 스스메 (쿠라우에 히나타)
- 기어와라! 냐루코양 W(냐루코(니알랏토텝))
- 신만이 아는 세계 여신편 (코사카 치히로)
- 초차원게임 넵튠 (블랑)
- 데빌 서바이버 2 (반 아이리)
- 취성의 가르간티아 (메르티)
- 하야테처럼!Cuties (히비노 후미)
- 타마유라 ~more aggressive~ (하나와 카오루)
- 초차원게임 넵튠 (화이트 하트)
- 논논비요리 (코시가야 코마리)
- 세계에서 제일 강해지고 싶어 (미야자와 엘레나)
- 기교소녀는 상처받지 않아 (프레이)

2014년
- 그녀의 플래그가 꺾이면 (쇼칸지 키쿠노)
- 니세코이 (타치바나 마리카)
- 류가죠 나나나의 매장금 (잇큐 텐사이)
- 메카쿠시티 액터즈 (에네/에노모토 타카네)
- 스트라이크 더 블러드 (레이나)
- 야마노스스메 세컨드 시즌 (쿠라우에 히나타)

2019년
- 키랏토 프리☆챤 (나나호시 아이라)

### 극장판 애니메이션
- 극장판 천원돌파 그렌라간 홍련편 (키얄)
- 예전부터 계속 좋아했어: 고백실행위원회 (아야시카 아카리)

### 게임
- 데일리 판타지(앨리스)
- 크로스 월드 (파티 아리아)
- 갤럭시 앤젤II (메르바)
- 캐릭캐릭 체인지 시리즈 (란)
- 무장신희 BATTLE RONDO (천사형MMS 앙발)
- 룬 팩토리 프론티어 (아네트)
- 아마가미 (타치바나 미야)
- NUGA-CEL! 크렛
- 드래곤 네스트 (아처)
- 천신난만 PSP판 (스오우)
- 트윙클 크루세이더즈(스)GO GO ! (마카론)
- 마벨 VS 캡콤 3 (펠리시아)
- 하얀고양이 프로젝트 (리 레이 춘메이)
- 붕괴3rd 브로냐 자이칙

### 드라마 CD
- 기교소녀는 상처받지 않아 문고4권&코믹1권 특장판CD (프레이)

### 라디오
- 크로스월드 라디오 - 이구치 유카, 토쿠나가 아이와 공동진행. (인터넷 라디오, 2005년 6월 - 12월)
- 히다마리 라디오 (인터넷 라디오, 2006년 12월 20일 - 2007년 5월 30일)
- 무장신희 RADIO RONDO - 키타무라 에리와 공동진행. (인터넷 라디오, 2007년 4월 26일 - 2007년 10월 25일)
- ANI-COM RADIO~후지와라로 괜찮을까나~ - 후지와라 케이지와 공동진행. (인터넷 라디오, 2008년 1월 23일 - )
- 들으면 되잖아! 수호 캐릭터 라디오! - 이토 카나에, 토요사키 아키, 카토 나나에와 공동진행. (인터넷 라디오, 2008년 1월 23일 - )
- 히다마리 라디오x365 (인터넷 라디오, 2008년 1월 25일 - 12월 26일)
- 라디오닷아이 아스미 카나의 아스미의 휴식은 방구석 (분카방송 인터넷 라디오, 2008년 4월 4일 - 6월 27일)
- 토키메모!라디오 유메기노 고교 방송실 - 오기하라 히데키와 공동진행. (인터넷 라디오, 2008년 8월 27일 - 11월 20일)
- 료코와 카나의 아마가미 커밍 스위트! - 신타니 료코와 공동진행. (인터넷 라디오, 2009년 3월 16일 - )
- 우미모노 라디오 ~사랑해!~ (인터넷 라디오, 2009년 6월 12일 - 12월 25일)
- Which Witch RADIO 하늘 학교 방송부? - 토요사키 아키와 공동진행. (인터넷 라디오, 2009년 7월 30일 - )
- 히다마리 라디오×☆☆☆ (인터넷 라디오, 2009년 10월 30일 - )
- 아스미 카나의 밤하늘 햇볕 쬐기 -(초! A&G, 2010년 4월 5일 - ))